# Équipe cycliste Iraq Cycling Project
L'équipe cycliste Iraq Cycling Project est une équipe cycliste irakienne créée 2021. Elle court avec le statut d'équipe continentale.

## Iraq Cycling Project en 2021
| Cycliste            | Date de naissance | Nationalité | Équipe 2020       |  |
| ------------------- | ----------------- | ----------- | ----------------- |  |
| Abdulaa Al Rikabi   | 21 février 1992   | Irak        |                   |  |
| Ali Abdul Al Rikabi | 13 janvier 1993   | Irak        | VIB Sports (2019) |  |
| Mahdi Al-Battah     | 23 juin 2001      | Irak        |                   |  |
| Yaser Al-khafaji    | 19 avril 1983     | Irak        | VIB Sports (2017) |  |
| Ahmed Al-Rikabi     | 12 septembre 2000 | Irak        |                   |  |
| Murtadha Al-Saadi   | 23 mars 1993      | Irak        |                   |  |
| Mustafa Al-Zubaidi  | 24 février 2001   | Irak        |                   |  |
| Ahmed Aldiwani      | 27 mai 1989       | Irak        | VIB Sports (2017) |  |
| Baravan Badeea      | 30 août 2001      | Irak        |                   |  |
| Sarbast Issa        | 1er octobre 2001  | Irak        |                   |  |
| Mustafa Izzat       | 31 juillet 1994   | Irak        |                   |  |
| Nawzad Sadeq        | 20 décembre 2001  | Irak        |                   |  |
| Sajjad Wali         | 6 septembre 1996  | Irak        |                   |  |